# Ville-sous-Anjou
Ville-sous-Anjou är en kommun i departementet Isère i regionen Auvergne-Rhône-Alpes i sydöstra Frankrike. Kommunen ligger i kantonen Roussillon som tillhör arrondissementet Vienne. År 2022 hade Ville-sous-Anjou 1 179 invånare.

## Befolkningsutveckling
Antalet invånare i kommunen Ville-sous-Anjou
Referens:INSEE